# Skandia Township, Murray County, Minnesota
Skandia Township är en township i Murray County, Minnesota, USA. Befolkningen var 173 vid folkräkningen 2000. 
Skandia Township organiserades 1873 och fick sitt namn efter det gamla Scandia.